# Кущівник шиферний
Кущівни́к шиферний (Thamnomanes caesius) — вид горобцеподібних птахів родини сорокушових (Thamnophilidae). Мешкає в Південній Америці.

## Опис
Довжина птаха становить 14 см, вага 15,5 г. Виду притаманний статевий диморфізм. Самці мають повністю сіре забарвлення. У самичок верхня частина тіла оливково-коричнева, нижня частина тіла переважно рудувато-коричнева.

## Підвиди
Виділяють п'ять підвидів:
- T. c. glaucus Cabanis, 1847 — південна Венесуела (Амасонас, Болівар), Гвіана, схід Колумбії і Еквадору, північний схід Перу і північ Бразилії (від північного Амазонасу на схід до Амапи);
- T. c. persimilis Hellmayr, 1907 — центральна Бразилія (на південь від Амазонки, від нижньої течії Журуа і верхів'їв Пурусу до Тапажоса, на південь до північної Рондонії і західного Мату-Гросу), крайній північний схід Болівії (північно-східний Санта-Крус);
- T. c. simillimus Gyldenstolpe, 1951 —південь центральної Бразильської Амазонії (середня течія Пурусу);
- T. c. hoffmannsi Hellmayr, 1906 — схід центральної Бразильської Амазонії (на південь від Амазонки, від Тапажоса до західного Мараньяна, на південь до північного сходу Мату-Гросу);
- T. c. caesius (Temminck, 1820) — східне узбережжя Бразилії (від Перанамбуку на південь до Ріо-де-Жанейро, локально в басейні Ріо-Досі в штаті Мінас-Жерайс.

## Поширення і екологія
Шиферні кущівники мешкають в Колумбії, Еквадорі, Перу, Болівії, Венесуелі, Гаяні, Суринамі, Французькій Гвіані і Бразилії. Вони живуть в підліску вологих рівнинних і заболочених тропічних лісів. Зустрічаються переважно на висоті до 1100 м над рівнем моря. Живляться комахами, яких шукають серед листа або ловлять в польоті. Гніздо чашоподібне, в кладці 2 рожевих яйця, поцяткованих червонувато-коричневими плямками. 